# Урайкинское сельское поселение
Ура́йкинское се́льское поселе́ние — муниципальное образование в составе Старомайнского района Ульяновской области. Административный центр — село Татарское Урайкино.

## Население
| 2010 | 2012 | 2013 | 2014 | 2015 | 2016 | 2017 |
| ---- | ---- | ---- | ---- | ---- | ---- | ---- |
| 778  | ↘745 | ↘736 | ↘719 | ↘708 | ↘669 | ↘662 |
| 2018 | 2019 | 2020 | 2021 |      |      |      |
| ↘637 | ↘611 | ↘592 | ↘543 |      |      |      |

## Состав сельского поселения
В состав поселения входят 3 населённых пункта: 2 села и 1 деревня.
| № | Населённый пункт   | Тип населённого пункта       | Население |
| - | ------------------ | ---------------------------- | --------- |
| 1 | Русское Урайкино   | деревня                      | ↘37       |
| 2 | Татарское Урайкино | село, административный центр | ↘535      |
| 3 | Ясашное Помряскино | село                         | ↘206      |